# Срби у Боки которској
Срби у Боки которској су аутохтони народ на том простору.

## Историја

### 9. вијек
Једини народ који почетком 9. вијека франачки анали (у познатом Ајнхардовом дјелу Vita Caroli Magni насталом између 817. и 830. године) наводе у Далмацији су Срби. Наводе се као Сораби, а тадашња Далмација је поред данашње Далмације била и Бока которска, већи дио Босне и Херцеговине, Црна Гора и западна Србија. У Ајнхардовим аналима за Србе пише да су „народ који држи велики дио Далмације“ (Sorabos, quae natio magnam Dalmatiae partem obtinere dicitur).  Хрвати се у тим аналима не помињу, као ни у другим изворима везаним за Далмацију тог времена. Анализу овог историјског извора дао је др Реља Новаковић у књизи Где се налазила Србија од VII до XII века (стр. 23-38, издање Историјског института у Београду 1981). У то вријеме, тј. након Ахенског мира 812. године, Венецијом, Истром, далматинским острвима и приморским градовима укључујући Задар, Трогир, Сплит, Дубровник и Котор и даље је владало Источно римско царство (Византија) захваљујући својој апсолутној надмоћи на мору.

### 10. и 11. вијек
Данијеле Фарлати Јована Владимира, који је владао Дукљом од око 990. до 1016. године, назива: Vladimiri regis serblorum - Владимир краљ Срба (српски).
Андрија Качић Миошић у свом најпознатијем дјелу Разговори угодни народа словинскога о краљевима Михаилу и Бодину пише: На 1077. Краљеваше у србској земљи краљ Михајло. На 1100. Краљева је у србској земљи и у Далмацији краљ Бодин.

### 13.-15. вијек
У доба Немањића, Балшића и Црнојевића, Бока которска је политички и под овим српским средњовјековном династијама, са неизмјењеном структуром становништва. Балша II Балшић, из Скадра, у повељи Дубровчанима од 27. јануара 1385. између осталога пише  : ... молитвама и мољењима светих мојих прародитеља Симеона Немање, првога мироточца српскога и светитеља Саве.
Године 1412. деспот Ђурађ дарива властелину Медлу Анђеловићу село Шушан више Будве. Даровно писмо је писао Бокељ Никола Мирошевић, који на крају писма пише: Ја Никола Мирошевић, канжалиер, писах српским језиком. 
Будвански кнез је убаштинио Новака, кефалију Ђурађа Црнојевића, који је, у име Ђурађа, примио у посјед куће, винограде и друга добра у граду и околини. У исправи од 10. децембра 1493., написаној у Будви, на почетку текста посједовног уговора стоји и: Ово је копија од посједа од баштине у Будви коју намирисмо од јемца за брод, преписана са латинског на српски... 
Црквени календар Ђурђа Црнојевића за 1494. годину који је штампан на Цетињу, показује да су и Црнојевићи као свете поштовали Немањиће. Од српских светаца ту су: Свети Сава (14. јануара, Сави прваго архиепископа србскаго са црвеним почетним словом С), Стефан Немања (13. фебруара, као Симеона србскаго, новаго мироточца, пуно црвено слово - велики празник), Арсеније I Сремац (28. октобра, Арсенија архиепископа, само црно слово) и Стефан Урош III Дечански (11. новембра, Стефана иже в Дечах, почетно црвено слово).

### 16. вијек
Которанин (властелин од града Котора), Србин католик и познати венецијански издавач ћириличних књига Јеролим Загуровић (Котор, око 1500 - Венеција, 1572) је 1569. године у поговору Псалтира који је штампао, написао: Тјемже мољу се и мил се дјеју појуштим или преписујуштим, ако аште будет што погрјешено, а ви исправљајте, и нас о сем благословите усрдно трудивша се от многими врјеменим, дондеже свршихом сие дјело, иже глагољет се Псалтир по грческому језику, а по српскому Пијевац.
Први српски Буквар, инока Саве Дечанца, настао у манастиру Градиште у Паштровићима, штампан је у Венецији 1597. на српскословенском језику. Буквар је сачуван на четири листа, на којима је изложен систем српскословенске ћирилице.

### 17. вијек
Године 1617. херцегновске аге и поглавице пишу которском провидуру, а испод тога писма стоји записано да је примљено из Новога и да га је превео Јероним Писарић - државни тумач српског језика у овом граду Котору (dragomano publico fella lingua serviana in questa citta di Cataro).
Андрија Змајевић је 3. новембра 1671. из Будве писао Конгрегацији за ширење вјере, у Рим, у вези недоумица око брака између православних Срба и католкиња. У писму је, поред осталога, написао: Постоји такође неколико Срба... у присуству властитог свештеника Србина... Сличан брак био је склопљен претходних година овдје у Будви између Андрије Розуновића, Србина из Паштровића...  У извјештају написаном у Перасту, 27. фебруара 1684. у Црној Гори, Кучима, Хотима, Кастратима, Горњој и Доњој Зети има 10.000 душа српског обреда, међу којима су неки латинског обреда и 2.000 Турака.
Урбан Ћери 1680. јавља папи Инокентију XI да Конгрегација за ширење вјере држи у Котору једног попа да учи Србе грчког закона - Serviani di rito greco. Надбискуп скопски (по свој прилици Петар Богдани, који је прије тога био барски надбискуп) у тексту из 1685., даје исказ да је Херцег Нови у Србији и да се у њему говори српски језик (se serve lingua serviana). Обилазећи Боку которску гроф Петар Андрејевич Толстој, записао је 19. јуна 1698. допловивши на фрегадуну под Херцег Нови и посјетивши манастир Савину: ... При тој цркви живи митрополит грчког закона, под његовом влашћу је не мала епархија у Сербском народу. Српски православни монах из Грбља, Максим Тујковић (1670.-1740), наводи више Срба светаца у свом рукописном Мјесецослову (календару).

### 18. вијек
У запису у Јеванђељу Манастира Савина из 1703. пише: Ово свето Јеванђеље откупи господин Радивој Србин за душу своју и својих родитеља Милана и Смиљане... да им буде вјечни помен у светој обитељи, љета.... а од рођења Христова 1703.
Вицко Змајевић је 1721. написао богословско дјело на италијанском, Разговор између католика и Србина (Dialogo tra il Cattolico e Seruiano). Исте године саставља и спис Срби све од почетка (Li Seruiani sino dal principo)  Око 1720. појављују се два његова списа на италијанском језику: Извјешће о избору једног новог српског бискупа у Далмацији којег је именовао српски патријарх. Српски обред. (Informatione circa eletione d un nouo Vesco Seruiano in Dalmazia. Il Rito Serviano). Други је: Српски обред различит сада од грчкога због многих заблуда (Il Rito Seruiano differente hora dal Greco per li multiplici errori). У извјештају написаном у Перасту 15. маја 1705. у вези православних у Будви, наводи да је поп тих шизматика Срба био Ghigo из Мајина близу Будве. 28. октобра 1707. из Пераста пише о православцима у Будви и Паштровићима и њихов језик назива српским (manuscritto Seruiano, e tradotti in ligua Italiana). 18. фебруара 1708. спомиње цетињског владику као посљедњег од српских владика који је тек од јануара 1708. признао новог патријарха, Грка Калиника, који је већ 15 година био патријарх. Срби шизматици су се побунили против Турака 1711. како би пристали уз Москву (Писмо из Котора 22. децембра 1711.). 5. августа 1713. из Венеције предлаже бискупа у Сапи Едиђија Квинта као прикладнијег кандидата за цркву у Бару, јер познаје српску ћирилицу (carattere Seruiano) и шизматичке књиге, присутне у Бару, због близине Црне Горе. Из Задра пише 5. и 14. фебруара 1720. помињући Србе морлаке (morlachi Seruiani). Исте године, 15. августа, из Задра пише да се вратила куга у Далмацију у виду владике Србина (Vescouo Seruiano). Прије његовог одласка из Херцег Новог, он је био у Црној Гори на састанку с тројицом других владика Срба (con altri tre Vescoui Seruiani). И у другим писмима спомиње Србина владику у Далмацији.  Далматинско владичанство Стефана Љубибратића, којег Вицко спомиње, се тада простирало и на Боку которску. За Будву је записао (у Задру) 18. марта 1742., да је постала трговиште Срба шизматика (Emporio de Scismatici Seruiani).
Руски цар Петар Велики објављује рат Турској 1710. По савјету Саве Владиславића шаље пуковника Михаила И. Милорадовића (1650.-1725.) и капетана Ивана Лукачевића у Грбаљ, са задатком да позову Србе на устанак. Грбљанима су 5./16. јула 1711. издали потврду у којој су наведена њихова права и дужности. У потврди, поред осталога пише: ...поставити на сербскују земљу Михаила Милорадовича, полковника, Јоана Јоановича, секретара књигама јего царского величества. И придосмо перво у мјесто Гербаљ и придоше к нама кнезови и старјешине: Перво кнез Никола Лазаревич, кнез Петар Тујкович, кнез Иван Бојкович, кнез Вукала Бошанович, купно со свјем сабором гербљанским.
Надбискуп A. di Rodi пише 26. августа 1719. у Рим кардиналу Paulucci да треба забранити владици Херцег Новог Стефану Љубибратићу да врши духовну власт над Србима, млетачким поданицима: ...Stefano, ordinato vescovo di Castelnuovo dal patriarca di Pech, suddito del Turco... tutti il Serviani, che abitano nel domino di questa Republica...
У судско-нотарским актима Котора стоји да је 27. новембра 1728. кнез Бечић из Паштровића предао Петру Фонтани, јавном тумачу словенског и српског језика у Херцег Новом једну стару повељу, дијелом оштећену, писану српским слвима аз, буки, вједи.
Которски бискуп Јован Антонио Кастели је у писму из Котора од 6. јануара 1747. навео мјеста у својој бискупији и број католика и православних Срба на том простору.  Тада је било 6520 католика и 7630 православних Срба, по њему, шизматика.
Задарски надбискуп Матија Караман шаље 10. априла 1750. опширан извјештај млетачким властима о православним Србима. Написао је да себе зову Serbi, а на италијанском Serviani. За Србе у Новом је записао да они траже дозволу Дужда да обнове цркву под духовном влашћу владике грчко српског, из Херцеговине (vescovo greco serviano d`Erzegovina).
У молби челника Топаљске комунитади из 1751. за избор владике из сопственог краја, поред осталога пише: Има око тридесет година да просимо милост от ... преведрога принципа да нам допусти с његовим милостивим дукалом владику нам Далмацији и Арбанији и дијелу од Ерцеговине докле влада Преузвишени Провидур - ђенерал, а то да нам је од закона грчаскога васточнеје цркве, а од рода и језика илирико славеносрбскаго, ма између нас цијелије провинција отбратога, судита роднога.
Православни Срби из Херцег Новог и Рисна, као и из других већих мјеста у Далмацији, упућују Прошњу 20. новембра 1754. сенату, да би могли имати свог владику. У тексту молбе, поред осталога, пише: Свијетли кнеже! Ми, славено-српски народ грчкога закона истоне цркве, који се налазимо под влашћу Ваше прејасне Републике у предјелима: Ерцегновога и Рисна... да имамо у напријед свог засебног пастира од нашег српског језика и грчког обреда истоне цркве... високопречасни отац Дионисије Новакови, који наш српски језик познаје... И у представци млетачком сенату 1759. српског православног народа у Далмацији, у коју је тада спадао и Херцег Нови и Рисан, људи себе називају: Ми, славено-српски народ, а свој језик зову: од нашег славеносрпског језика. Потписаних из херцегновске и рисанске крајине је било 44, а нека од презимена су: Магазиновић, Томов, Јоргулић, Анозовић, Кецојевић, Дмитров, Лакетић, Недојевић, Квекић, Перовић, Станишић, Брајовић, Вујновић, Даниловић, Драшковић, Јововић, Мирковић, Павковић, Комненовић, Милутиновић, Драгићевић, Адамов, Калуђеровић, Ивелић, Поповић, Ћеловић... 
Млетачки которски провидур је у Котору, 27. децембра 1768., написао извјештај о стању православне цркве у тој крајини. У том документу спомиње српски језик, народ српски, грчки закон (православље), а храм Светог Луке у Котору назива српском црквом: Почињући од града (Котора), у њему се налази једина црква Св. Луке, у којој се сваки дан свршава правило у србскоме језику... Народ србски грчкога закона у Котору... Четири су тутора речене србске цркве, два грађанина и два из Грбља... 
Далматински управитељ из Котора пише 1770. млетачкој влади и наводи податак да му је Шћепан Мали писао на српском језику.
Митрополит скендеријско-приморски Сава Петровић Његош, чија се црквена јурисдикција над православнима простирала и на Боку, се Приморцима Дубровчанима у три своја писма, обраћао као Србима: …да учините нашој церкви и народу черногорскому једном сумом од асприх како Сербли Сербима и својима сусједима… (1763.), …који се ви још од нашега србскога језика находите… (1767.), Ваша славна република зна, да је све господство и слава сербска пала и ништа није остало до вас… може се сербска земља с вама похвалити. (1775.).
Симеон Пишчевић у својој Историји српског народа из 1795., као Србе наводи, поред Црногораца  и Брђана и Грбљане  и Паштровиће. 
О борби Бокеља за свој српски језик свједочи и податак да су Ришњани званична акта на италијанском језику враћали непрочитана, правдајући се да их не разумију. Тако Рисанска општина 1795. моли которског провидура да им убудуће акта шаље на народном језику, по сербски, објашњавајући да је то увијек био обичај.

### 19. вијек
Православни житељи Боке су 17. новембра 1813. писали Петру I Петровићу Његошу, а у писму се поред осталог помиње слобода србској музи, као и њихова народност, као славено-србска (...Ми како нације славено-србске). 
Петар II Петровић Његош је 1833. написао пјесму посвећену Србима католицима из Боке: бих дочекан у Котору красно у српскојзи кући Лумбардића... О, ви Срби, свуд ли српствујете, дужност чојства праву испуњате! Српствуј ђелом, вјеруј што вјерујеш.   У Доброти је био гост Срба католика Ивановића. Посветио им је пјесму Србин Србима на части захваљује. Спомен плоча о том догађају и пјесми и данас стоји на зиду дворишта палате Ивановића. 
У четвртој деценији 19. вијека, увођен је српски језик у мјесне јавне основне школе у Боки, као и у которску вишу основну школу. Захтјев Бокеља аустријским властима је био да се разни српски текстови и уџбеници за православну дјецу који су штампани на славеносербском језику, који та дјеца не разумију, донесу и штампају на српском језику, који је у општој употреби, задржавајући ћирилска слова.
Народ херцегновског среза се 1845. успротивио отварању италијанских школа у Топлој и другим мјестима. У протестним дописима сеоских главара из Бијеле, Мојдежа, Кута, Кумбора, Пода, Требесина, Мокрина и Сасовића, као и пароха Топле и Крушевица, поднесеним у времену од 22. јуна до 18. јула 1845., који се чувају у Владичанском архиву у Котору, углавном стоји да је вијест о оснивању тих школа у овим мјестима изазвала веома велику узнемиреност због тога што се дјеца неће обучавати на српском, већ на страном језику. Тражили су да се паросима дозволи да они одржавају школу на српском језику, док се не оснују јавне српске основне школе, као и да се издејствује отварање српских школа у којој би учитељи били српске народности и вјере и да буду оспособљени да наставу воде на српском језику. Српски православни свештеник Јаков Поповић, провикар далматинског владике за Боку которску, у писму од 7. јануара 1847., тражи од аустријских власти увођење наставе на српском језику у свим бокељским школама., јер Кастелно материна језика то је познато да у Боки јест серпски матерњи језик, то овај мора се вообшче, без разликости вјере, и учити по смислу рјешенија Министеријума... Нико не може опровергнути или противурјечити да није амо сербски материн језик, зато дакле по свим школама морају се завести наставленија како језиком тако и буквами сербскими (кириловини). Општина которска у једном акту од 10. новембра 1847. наводи да су которски православци и неки католици изјавили да је како у самом Котору тако и у читавој Боки матерњи језик српски који се пише ћирилским словима, која су најприкладнија за његово писање и изговарање, па су тражили да се још у току школске године уведе у првом разреду настава на српском језику и ћирилским словима. Након тих навода, општина у истом пропратном акту тврди да не постоји сумња да је матерњи језик у Котору и Боки српски, те да се на основу декрета Министарства просвјете има увести као наставни језик у которској вишој основној школи.
Вук Стефановић Караџић у књизи Црна Гора и Бока Которска пише: Може бити да никакво мјесто у народу нашему није тако важно и знатно за језик наш као права Бока (око залива).
О српском језику као матерњем језику Бокеља писао је и њемачки барон Ото Раинсберг у часопису Глобус за 1864. годину: Италијански се говори само у већим мјестима, међу образованим лицима, у кућној употреби искључиво се српски језик јавља, јер су становници, са малим дијелом католика, сви словенског поријекла. Уопће за српски језик није ни један предјел толико важан и значајан као Бока, јер се тамо налази маса старословенских ријечи које нигдје више нису уобичајене, а изговор, који у Славонији, Далмацији и Босни дозвољава да се одмах разазна припадник римске и источне цркве, у Боки је једнак код Грка и католика. И њемачки путописац Јохан Георг Кол средином 19. вијека пише да у Котору претежно говоре италијански, али  истиче он, све је то друкчије у осталим мјестима Боке, гдје се у породици говори искључиво словенски (српски). 
У писму око 400 бокељских главара (међу којима су били и Стјепан Митров Љубиша, као и начелник Прчањски Антон Сбутега) хрватско-славонском сабору у Загребу, од 1./13. јуна 1848., се наглашава да окружје бококоторско припада по положају, по историји, по језику, и по племену већег броја славено-српској народности. Которска општина је расписала конкурс за општинског писара 3. јануара 1867. У конкурсној објави је био истакнут изричит захтјев да кандидати морају одлично познавати славено-српски језик. Употреба термина славено-српски у том конкурсу била је повод за расправу у которској општини о називу народног језика. Присједник, тј. потпредсједник општине Шпиро Бјеладиновић је предложио назив славено-српски с образложењем да је славено-српски језик, којим говоре сусједни Херцеговци и Црногорци, језик которског округа, што је прихваћено и изгласано. 
Приликом доласка кнеза Николе Петровића у Боку 1867., српски пјесник из Котора, Ристо Милић, је њему у част написао пјесму Поздрав кнезу Николи I. У њој га назива узором дичним србскога рода, надеждом и звијездом Србства, а Бокеље назива Србима (Бокељски Срби...).
Аделина Паулина Ирби спомиње подунавску и приморску Србију као и Србе на мору: Црном Гором увећаном Боком Которском, које је земљиште сасвим српско... Ови одвојени делови једног истог народа, од којих дипломатија један зове Црном Гором а други Србијом, могу само тако снажну и смислену политику водити, ако раде као делови једног целог, као Србија на Дунаву и Србија на Јадранскоме мору... Срби и они на Дунаву и они на јадранскоме мору... Аустрије...која неда независним јужним Словенима да до јадранског мора дођу... Не само Црна Гора већ све српске земље одсечене су од мора, па ако се даде пристаниште једној то ће отуда бити користи свима.
Допис из Боке, што га је објавио лист Црногорац 1872., пише о томе шта је вијеће опћине которске одговорило високој влади бечкој на питање, колико на том простору има народности и који им је званични језик. Вијеће је одговорило да ту нема друге народности до српске и да језик није, нити може бити други, до српски. Исте године исти лист је у 26. броју, од 1. јула, објавио текст у којем упућује Которане да се не служе туђим језиком (италијанским), већ да говоре својим изворним, матерњим - српским језиком.
Которска општина је 14. јула 1872. доставила Окружном начелству један списак назива локалитета са свог подручја, наглашавајући да су ти називи написани једном у талијанском језику, а другом, не како ви кажете у далматинском језику, којега пишуће не позна исто као и не знаде пук Обћине, него баш у правоме нашему матерноме србскоме језику. Ми и наше земље једанкрат смо крштени били, а новог крштења нити питамо, нити примамо, ми и земље наше примили смо крштење од прадједова наших у србскоме језику. Док су аустријске власти упорно избјегавале да народни језик у Боки именују као српски, наставници овог језика у которској гимназији су у званичним дописима овај језик називали српским и потписивали се као наставници српског језика. То, на примјер, ради Вук Поповић, пријатељ и сарадник Вука Караџића, као и Ристо Ковачић који свој допис  Молбу предату општинском уреду 28. августа 1872. потписује: Ристо Ковачић учитељ геогр. хист. и српског језика. А 8. октобра 1872. которска општина је обавијестила Окружни суд, Државно одвјетништво и Срески суд у Котору да је одлучила да за Обћину которску званични језик мора бити једино србски. 
Срби Приморци су 1877. године честитали књазу Николи ослобођење Никшића од турске власти: Радују се томе браћа Срби Приморци.
Глас Црногорца помиње Српску Которску Гарду код цркве Светог Николе у Котору, при прослави царевог и царичиног пира, у четвртак, 12. априла 1879.
Професор Марцел Кушар у вишетомном репрезентативном опису Аустроугарске монархије, објављеном у Бечу 1892., пише о томе како православни становници Боке и Далмације називају свој језик: Данас православци, како се сами зову, у Боки, као и остали који живе у Сјеверној Далмацији, дају свом језику назив српски. 
Књаз Никола I Петровић је у пјесми Пјесник и вила из 1893. споменуо и Боку:
Без Боке је Српство било

ка’ невјеста без ђердана,

или момак без челенке,

ил’ без коња од мегдана.

Ах, дивна је српска Бока,

може Босфор да засрами!

На свој земној површини

чиме она да се сравни?
Симо Матавуљ је у својој књизи Бока и Бокељи из 1893. о Бокељима записао: По вјери три четвртине су православни, а по народности сви су Срби.
Италијан Вико Мантегаца је у својој путописној књизи из 1896., У Црној Гори: биљешке и утисци (Al Montenegro note ed impresioni), житеље Котора навео као Србе, у поднаслову Срби у Котору (I serbi di Kataro).

### 20. вијек
Српски католички жупник из Орашца код Дубровника дум Андро Мурат је при посјети Боки которској и српском православном манастиру Савина 1901. у спомен књизи записао ове стихове: 
Српска Боко, чист српски Босфоре,

Српске душе свети разговоре. 

Што ти лаже протусрпска срда, 

Кад је вјера ко Ловћен ти тврда.
Антун Радић 1904. године спомиње Србе католике при мору: На југу, особито при мору око Дубровника и Котора има доста Србаља католика. Што више у самом Дубровнику и околини има, чујем шест римских попова, који кажу да су Србљи.
Константин Јиричек (1854-1918) у Историји Срба пише да је у Котору и Дуборвнику, од краја средњег вијека надвладао српски говор и то због изумирања старих варошких породица и примања многобројних нових, због територијалног проширења и јаког трговачког саобраћаја са унутрашњошћу.
Бокељ Лазо М. Костић је у својој студији О српском карактеру Боке Которске писао: Свакако у Боки има доста дијалеката, више него игдје у Српству на тако малом простору. Негдје су се очували најпрвобитнији облици старог српског језика, као у Кртолима мукло а, док се у Новској и Рисанској крајини дан-дањи говори чисто херцеговачки. Разлике између дијалеката нису у томе што би један био чистије, а други слабије српски, већ у изговарању (интонирању и наглашавању) појединих ријечи. Констатовао је чињеницу да језик којим говоре Бокељи сви писци називају српским, и стари и нови, и домаћи и страни, и Бокељи и небокељи. 
Дугогодишњи директор Которског архива др Славко Мијушковић, говорећи о називу народног језика у Боки у документима Которског архива, констатује чињеницу: За наш народни језик у старијим списима најчешће се јавља назив српски, али се понекад наилази и на израз илирски. Исто тако и у документима писаним на латинском и италијанском језику, јављају се оба израза, који се негдје потпуно изједначавају. Писао је да су припадници градске интелигенције у Боки за вријеме аустријске окупације били жестоки поборници српског језика и ћирилице.

## Срби у Боки которској данас
Према попису становништва из 2023. године, у Црној Гори живи 205,370 Срба, од којих 28,521 живе на простору Боке которске, односно општина Херцег Нови, Тиват и Котор. Српским језиком говори 34,319 становника Боке. Срби су национална већина у Херцег Новом (48,34%) и у Тивту (34,47%), а други су по бројчаности у Котору (35,12%). У све три општине већина становништва говори српским језиком. У Херцег Новом њих 57,65%, у Тивту њих 40,55%, у Котору њих 43,63%.
Срби у Боки которској данас, у саставу (декларативно) демократске, независне и грађанске Црне Горе, немају статус ни националне мањине ни конститутивног народа. Немају право на уџбенике на српском језику, а у медијима су од пропагандиста несрпског црногорства (Мирослав Ћосовић, Дарко Шуковић и други) нападани да су ту измишљени (политички створени) у 19. вијеку, што заправо није случај са онима који су вијековима остајали Срби, него са многим католичким Бокељима, који су претворени у Хрвате у том вијеку или православцима, који су у 20. вијеку, у доба комунизма, претварани у несрпске Црногорце.